# Sparadrap (association)
Pour les articles homonymes, voir Sparadrap (homonymie).
L'association SPARADRAP est une association loi de 1901 qui a pour but de guider les enfants dans le contexte des soins médicaux et hospitaliers. Elle a été fondée en 1993 à Paris par des parents et des professionnels de la santé et de la petite enfance.

## Histoire
En 1988, dans un service ORL de l'Hôpital d'enfants Armand Trousseau à Paris, deux médecins anesthésistes ont initié plusieurs actions en faveur d'un meilleur accueil des enfants et de leur famille lors de l'opération des amygdales ou des végétations, ainsi que d'une meilleure prise en charge de la douleur, et d'une approche ludique des soins[réf. souhaitée]. Ils créent l'association Sparadrap en 1993, avec le soutien de la Fondation de France.

## Actions et fonctionnement
Cette association s'adresse autant aux enfants eux-mêmes qu'à leurs proches et aux professionnels de la santé[réf. souhaitée]. Elle propose des guides pratiques et des formations, elle offre un espace d'échange sur son site internet et elle mène des projets visant à améliorer la prise en charge des enfants malades[réf. souhaitée].
À la tête du conseil d'administration de Sparadrap se trouve en 2012 Catherine Devoldère, professionnelle dans le domaine de la pédiatrie. Le conseil est composé de parents, de professionnels de la santé et de responsables associatifs[réf. souhaitée].
L'association est soutenue par des organismes publics, parapublics et privés[réf. souhaitée].

## Concours SPARADRAP
L'association organise régulièrement des concours ouverts aux équipes soignantes et établissements de santé pour les soutenir dans la mise en place d'initiatives innovantes en pédiatrie.
- 2009 : « Comment distraire les enfants lors de soins douloureux ? »[3]
- 2012 : « L'accompagnement de l'enfant de la préparation au réveil dans les services d'anesthésie »[4]
- 2015 : Concours de trombinoscopes « Se présenter pour un accueil de qualité »[5]
- 2019 : « Favoriser le lien et la présence des proches auprès des enfants et des adolescents hospitalisés »[6]